# Michael Poettoz
Michael Poettoz Blanc (ur. 21 sierpnia 1998 w Cali) – kolumbijski narciarz alpejski, uczestnik Zimowych Igrzysk Olimpijskich 2018.

## Osiągnięcia

### Igrzyska olimpijskie
| Miejsce | Dzień     | Rok  | Miejscowość | Konkurencja | Czas biegu | Strata | Zwycięzca       |
| ------- | --------- | ---- | ----------- | ----------- | ---------- | ------ | --------------- |
| DNF2    | 18 lutego | 2018 | Pjongczang  | Gigant      | 2:18,04    | -      | Marcel Hirscher |
| 37.     | 22 lutego | 2018 | Pjongczang  | Slalom      | 1:38,99    | +18,47 | André Myhrer    |
| 31.     | 13 lutego | 2022 | Pekin       | Gigant      | 2:09,35    | +20,67 | Marco Odermatt  |
| DNF1    | 16 lutego | 2022 | Pekin       | Slalom      | 1:44,09    | -      | Clément Noël    |

### Mistrzostwa świata
| Miejsce | Dzień     | Rok  | Miejscowość       | Konkurencja | Czas biegu | Strata | Zwycięzca              |
| ------- | --------- | ---- | ----------------- | ----------- | ---------- | ------ | ---------------------- |
| 53.     | 17 lutego | 2017 | Sankt Moritz      | Gigant      | 2:13,31    | -      | Marcel Hirscher        |
| 53.     | 19 lutego | 2017 | Sankt Moritz      | Slalom      | 1:34,75    | -      | Marcel Hirscher        |
| 48.     | 15 lutego | 2019 | Åre               | Gigant      | 2:20,24    | -      | Henrik Kristoffersen   |
| 44.     | 17 lutego | 2019 | Åre               | Slalom      | 2:05,86    | +22,45 | Marcel Hirscher        |
| DNF2    | 19 lutego | 2021 | Cortina d’Ampezzo | Gigant      | 2:05,86    | -      | Mathieu Faivre         |
| DNF2    | 21 lutego | 2021 | Cortina d’Ampezzo | Slalom      | 1:46,48    | -      | Sebastian Foss Solevåg |